# Passaporto italiano
Il passaporto italiano è un documento di riconoscimento previsto in Italia dalla legge, rilasciato ai cittadini italiani, necessario per effettuare viaggi all'estero; esso può essere ordinario o temporaneo, oppure, in caso di particolari incarichi, diplomatico o di servizio.
Dal 26 ottobre 2006 in Italia è disponibile il passaporto biometrico, mentre dal 20 maggio 2010 è disponibile l'ultimo modello a formato unico di 48 pagine con foto e firma digitalizzate. Dal 27 settembre 2023 viene emesso con un nuovo font che consente l'utilizzo dei caratteri diacritici.
Secondo l’Henley Passport Index, a gennaio 2025, con 192 paesi ad accesso "Visa-free" (inclusi "Visa on arrival" ed "Electronic Travel Authorization" – eTA) è al terzo posto tra i passaporti più forti del mondo insieme a quelli di Corea del Sud, Finlandia, Francia, Germania e Spagna.

## Caratteristiche generali
Il passaporto italiano utilizza lo stile standard dell'Unione europea. Il colore è rosso borgogna, con l'emblema della Repubblica Italiana al centro della copertina, le scritte «UNIONE EUROPEA» e immediatamente al di sotto «REPUBBLICA ITALIANA» sopra lo stemma e, infine, la parola «PASSAPORTO» in basso. All'interno del passaporto biometrico compare anche il simbolo biometrico nell'estremità inferiore () così come in altri Paesi.

### Informazioni di identità
Nel passaporto italiano le informazioni sull'identità del titolare si trovano a pagina 2 del documento e includono le seguenti informazioni in ordine di elencazione:
- foto
- tipo (P)
- codice paese (ITA)
- numero di passaporto
- cognome (1)
- nome (2)
- cittadinanza (3)
- data di nascita (4)
- sesso (5)
- luogo di nascita (6)
- data di rilascio (7)
- data di scadenza (8)
- autorità (9)
- firma del titolare (10)

In calce è presente una sezione leggibile elettronicamente.
Ulteriori informazioni relative all'identità si trovano a pagina 3, ovverosia:
- residenza (11)
- residenza (11) (per inserire un'eventuale altra residenza)
- residenza (11) (per inserire una terza eventuale altra residenza)
- statura (12)
- colore degli occhi (13)

Ai sensi del decreto legge 25 settembre 2009, n. 135 – convertito in legge 20 novembre 2009 n. 166 – non è più presente lo spazio per allegare eventuali figli al passaporto: il passaporto, infatti, è ora un documento individuale, singolo e unico per ogni persona.

### Requisiti per la fototessera biometrica
Le caratteristiche tecnico-qualitative che deve avere la foto per il passaporto italiano:
- Non deve avere riflessi di flash sul viso, e soprattutto non gli occhi rossi
- Il viso deve coprire il 70-80% della foto dalla base del mento alla fronte
- La messa a fuoco deve essere nitida
- La foto deve essere stampata su carta di alta qualità e ad alta definizione
- Il viso deve essere ben centrato nella macchina e quindi non di profilo
- La persona fotografata deve avere un’espressione neutra e tenere la bocca chiusa
- Gli occhi debbono essere aperti e ben visibili
- La foto deve avere uno sfondo bianco e con luce uniforme
- La foto deve essere fatta guardando direttamente la macchina
- Deve essere recente (non più di 6 mesi)
- La foto deve essere a colori
- Grandezza: 35×45 mm
- La foto deve mostrare la persona da sola, senza altri oggetti o persone sullo sfondo

### Aspetto e informazioni contenute

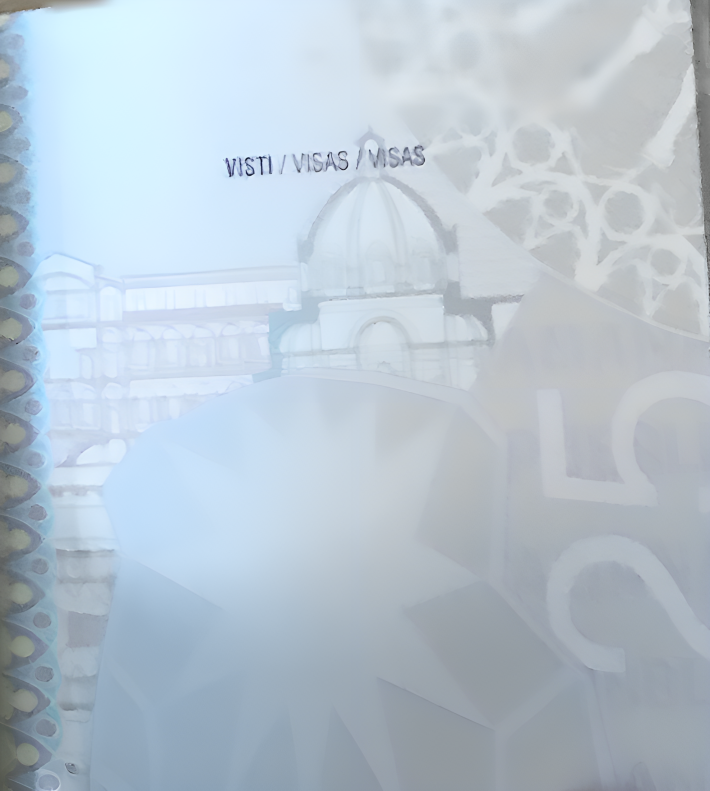
Un'immagine di un passaporto italiano con "VISTI/VISAS/VISAS" in grassetto. Il numero di passaporto è stato sfocato per proteggere l'identità dell'individuo.

Tutte le informazioni presenti appaiono in italiano, inglese e francese. Il numero di nota a fianco alla voce rimanda a pagina 6, dove ogni voce è tradotta in tutte le lingue dell'Unione europea.
Le pagine 4 e 5 sono dedicate all'autorità. Su di esse viene apposto il timbro e la firma dell'autorità che ha emesso il passaporto (generalmente una questura e il relativo questore per il ministro). Spesso non viene indicato il luogo esatto di emissione del documento, ma appare unicamente la firma del Ministro o del Questore.

Le pagine dalla 7 alla 45 sono dedicate ai visti e ai timbri dei Paesi visitati. La pagina 46 cita l'incipit dell'articolo 23 del Trattato sul funzionamento dell'Unione europea (ex articolo 20 del Trattato CE): 
 Le pagine 47 e 48 sono dedicate ai recapiti di familiari o conoscenti da contattare in caso di necessità, nonché alle avvertenze sulla corretta conservazione del documento.
Tutte le pagine pari (assieme alla controguardia della prima di copertina) sono illustrate col disegno della pavimentazione della Piazza del Campidoglio e della statua equestre di Marco Aurelio. Quelle dispari sempre della pavimentazione della piazza e dal rosone del Duomo di Orvieto, unitamente a uno o due monumenti architettonici nazionali:
- pagina 5: Acquedotto romano
- pagina 7: Teatro romano di Aosta e Tempio della Concordia
- pagina 9: Cattolica di Stilo
- pagina 11: controfacciata del Tempietto longobardo di Cividale del Friuli
- pagina 13: bifora gotica del Trecento
- pagina 15: pianta di Castel del Monte
- pagina 17: sezione della Basilica di San Petronio a Bologna e Palazzo Ducale di Venezia
- pagina 19: Museo Filangieri di Napoli
- pagina 21: assonometria del Palazzo Ducale di Urbino
- pagina 23: cupola della Chiesa di San Lorenzo a Torino
- pagina 25: sezione del Palazzo Balbi-Senarega di Genova, detto anche dell'Università
- pagina 27: sezione di una delle cupole della Basilica di San Marco a Venezia e sezione della Chiesa della Madonna del Carmine di Torino
- pagina 29: Arco della Pace di Milano e Palazzo della Provincia di Sassari
- pagina 31: Palazzetto dello Sport di Roma e Stadio Artemio Franchi di Firenze
- pagina 33: Aula Paolo VI a Roma/Città del Vaticano
- pagina 35: Palazzo della Prefettura a Potenza
- pagina 37: Chiesa di Santa Susanna alle Terme di Diocleziano a Roma
- pagina 39:
- pagina 41: pianta del Duomo di Milano
- pagina 43: voluta della facciata della Basilica di Santa Maria Novella a Firenze
- pagina 45: basilica di San Nicola a Bari e sezione trasversale della Basilica di San Francesco ad Assisi
- pagina 47: Pantheon di Roma

## Disciplina

### La normativa
Tale documento è disciplinato dalla Legge 21 novembre 1967, n. 1185, in materia di "Norme sui passaporti"
In base all'art. 16, comma 2, della Costituzione Italiana, ogni cittadino è titolare del diritto all'espatrio, quindi il rilascio del documento non riveste carattere di concessione né è atto discrezionale della pubblica amministrazione ma è, al massimo, da intendersi come autorizzazione. Il rilascio, tuttavia, può essere precluso in casi particolari, ma ciò non costituisce una sanzione.

### Rilascio
Il rilascio del passaporto, effettuato dal Ministro degli affari esteri o, per mezzo di delega, dal questore (art. 5 della legge n. 1185/1967), è regolato dalla legge 21 novembre 1967 n. 1185 (Norme sui passaporti).
In base all'articolo 6 della legge n. 1185/1967, la domanda per il rilascio del passaporto può essere presentata presso:
- la Questura;
- l'ufficio passaporti del Commissariato di Pubblica Sicurezza;
- il Consolato.

Contro il diniego del passaporto l'interessato può proporre ricorso giurisdizionale amministrativo al Tribunale Amministrativo Regionale o, in alternativa, ricorso straordinario al Presidente della Repubblica.
Per i viaggi all'interno dell'Unione europea, e di alcuni Stati con cui esistono specifici accordi (come la Norvegia, che ha aderito agli Accordi di Schengen), è sufficiente la carta d'identità.
Il rilascio del passaporto può essere inibito per particolari ragioni (giustizia, ordine pubblico ovvero tutela dei minori), tassativamente previste dall'articolo 3 della legge n. 1185/1967, a chi si trovi in particolari condizioni personali: può non essere rilasciato a chi sia destinatario di misure cautelari personali coercitive contemplate dal libro IV del codice di procedura Penale o può essere disposta la sospensione, da parte della questura territorialmente competente per minimo un mese e massimo un anno, del passaporto e di altro documento equipollente valido per l'espatrio, ai sensi dell'art. 75 del Decreto del presidente della Repubblica 9 settembre 1990, n. 309 (cosiddetto Testo unico sugli stupefacenti) per i soggetti che facciano uso illecito strettamente personale di sostanze stupefacenti.

### Utilizzo e validità
Ai sensi della legge n. 1185 del 21 novembre 1967 chiunque espatria senza essersi munito del passaporto ovvero di documento equipollente è punito con la pena dell'ammenda da 15 a 154 euro.
La durata del passaporto è di 10 anni, e non più di 5, come ora stabilito dall'art. 24 della legge 16 gennaio 2003 (Disposizioni ordinamentali in materia di pubblica amministrazione), che riguarda però i passaporti emessi dopo l'entrata in vigore della predetta legge (non è più necessario quindi il rinnovo quinquennale).
Con l'entrata in vigore della legge 23 giugno 2014, n. 89 (conversione in legge del DL 66/14, nº 66), avvenuta in data 24 giugno 2014, il costo per il rilascio del passaporto ha subito una rimodulazione. Per il rilascio del passaporto ordinario è dovuto un contributo amministrativo (attualmente di 73,50 €) oltre al costo del libretto (attualmente 42,50 €). Il costo del libretto e l'aggiornamento del contributo amministrativo possono essere determinati con decreto del Ministro dell'economia e delle finanze di
concerto con il ministro degli affari esteri con cadenza biennale. Contestualmente non è più dovuta la tassa di concessione governativa per il rinnovo del passaporto per le annualità successive alla prima se si effettua un viaggio verso destinazioni extra UE (apponendo nell'apposito spazio la relativa marca da bollo). Tale concessione era spettante anche nel caso di viaggi verso Paesi UE fino al 9 dicembre 2000. L'imposta di 40,29 € (la cosiddetta concessione governativa per passaporti) si riferiva all'anno legale (non solare), e decorreva dalla data di rilascio del passaporto, ed era pertanto necessario rinnovarla alla relativa scadenza.
In casi di smarrimento del passaporto, la denuncia è obbligatoria (art. 13 legge n. 1185/1967) e va fatta alle autorità competenti, per l'Italia e per l'estero, di cui all'art. 5 della predetta legge.

### Doppio passaporto
Gli italiani possono avere due passaporti se hanno un motivo valido, come avere un timbro da un Paese come Israele, che può causare problemi di accesso in altri Paesi.
Un passaporto dovrà essere depositato in una Questura o in un consolato, salvo in casi eccezionali. La legge italiana prevede la possibilità di essere cittadino di più Stati, cioè avere la doppia cittadinanza. Il 25 maggio 2002, con decreto ministeriale della repubblica, è stato stabilito che i cittadini di altri Paesi dell'Unione Europea possono ottenere il passaporto italiano senza rinunciare a quello in corso.

### Restrizioni all'utilizzo in seguito alla visita di Israele
I seguenti Stati non accettano passaporti italiani contenenti timbri o visti israeliani:
- Iran (solo se il timbro o il visto è stato emesso negli ultimi 180 giorni[15])
- Libano
- Libia
- Sudan
- Siria
- Yemen
- Kuwait

Gli stati elencati qui sopra non consentono l'ingresso a persone con passaporto di qualunque nazionalità che contenga visti, timbri israeliani o timbri che, pur stranieri, indicano un valico di frontiera con Israele. I timbri stranieri che non consentono l'ingresso sono:
- Qualunque timbro palestinese (compresa la Striscia di Gaza) di località di frontiera con Israele.
- I timbri giordani dei valichi di frontiera di Jordan River/Sheikh Hussein e Yitzhak Rabin/Wadi Araba.
- I timbri egiziani dei valichi di frontiera di Nitzana e Taba/Menachem Begin.

In passato, fino al 2006, per ovviare a questo problema, le guardie di frontiera israeliane usavano apporre il timbro su un foglio a parte, attualmente le autorità di frontiera israeliane emettono un visto stampato su carta termica, che riproduce numero del passaporto e la foto, senza apporre alcun timbro.
L'Arabia Saudita dal 2019 permette l'ingresso a chi possiede un timbro israeliano.
L'Iran permette l'ingresso a chi possiede un timbro o visto israeliano, a condizione che siano passati più di sei mesi dal giorno di uscita dall'Israele.
Se un viaggiatore tenta di entrare in Siria dalla Giordania con un passaporto che non ha indicazioni di come egli sia arrivato in Giordania, le autorità siriane potrebbero negargli l'ingresso.

## Paesi per i quali non è necessario il visto
I titolari di un passaporto italiano non hanno necessità di visto (oppure, qualora indicato, ricevono un visto all'arrivo in frontiera oppure possono ottenere un'autorizzazione elettronica o un visto elettronico online) per viaggiare nei paesi nella mappa:

Italia
Libertà di movimento (Spazio Schengen)
Visto non richiesto
Visto all'arrivo
Visto elettronico (eVisa)
Visto disponibile sia all'arrivo che elettronico (eVisa)
Visto richiesto

     Italia
     Libertà di movimento (Spazio Schengen)
     Visto non richiesto
     Visto all'arrivo
     Visto elettronico (eVisa)
     Visto disponibile sia all'arrivo che elettronico (eVisa)
     Visto richiesto

## Galleria d'immagini

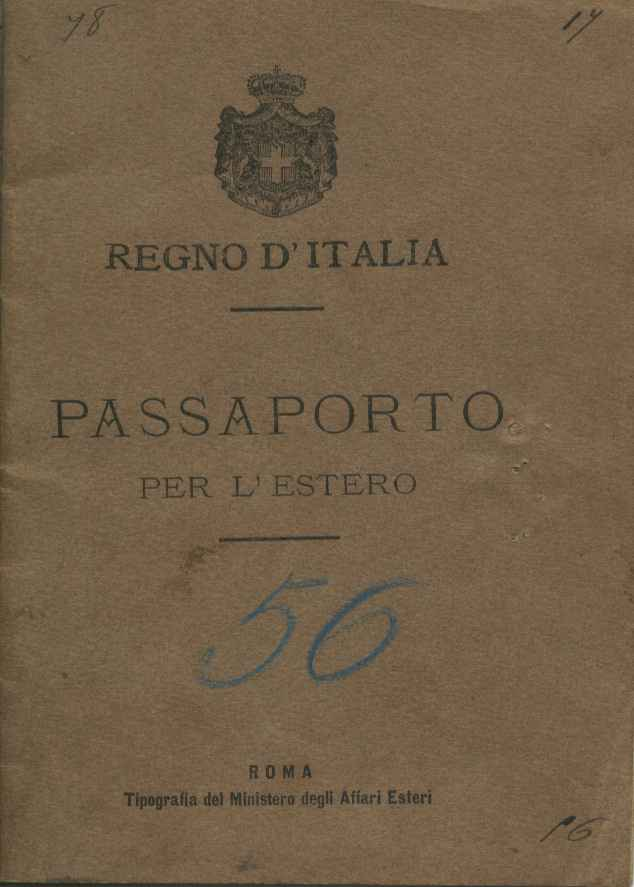
Copertina di un passaporto del Regno d'Italia rilasciato nel 1901
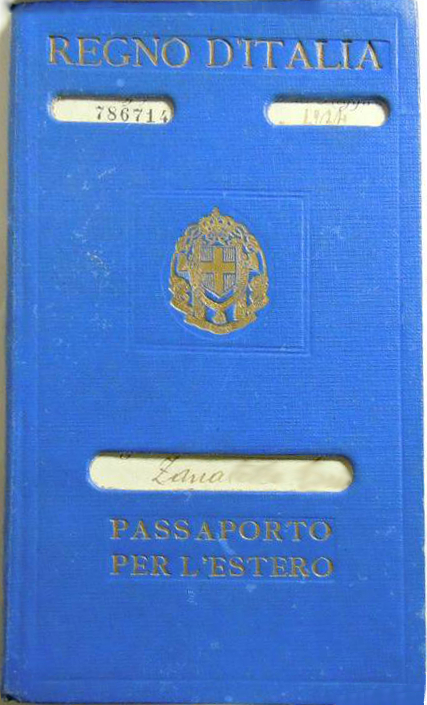
Copertina di un passaporto del Regno d'Italia rilasciato nel 1938
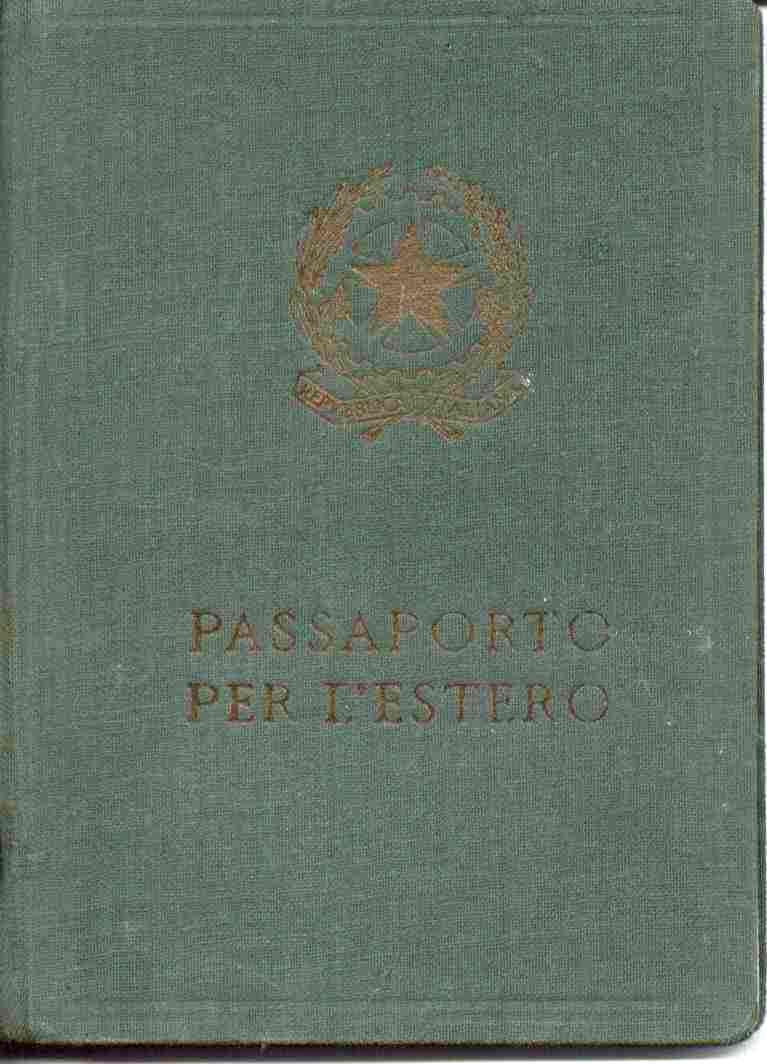
Copertina di un passaporto della Repubblica Italiana rilasciato nel 1953
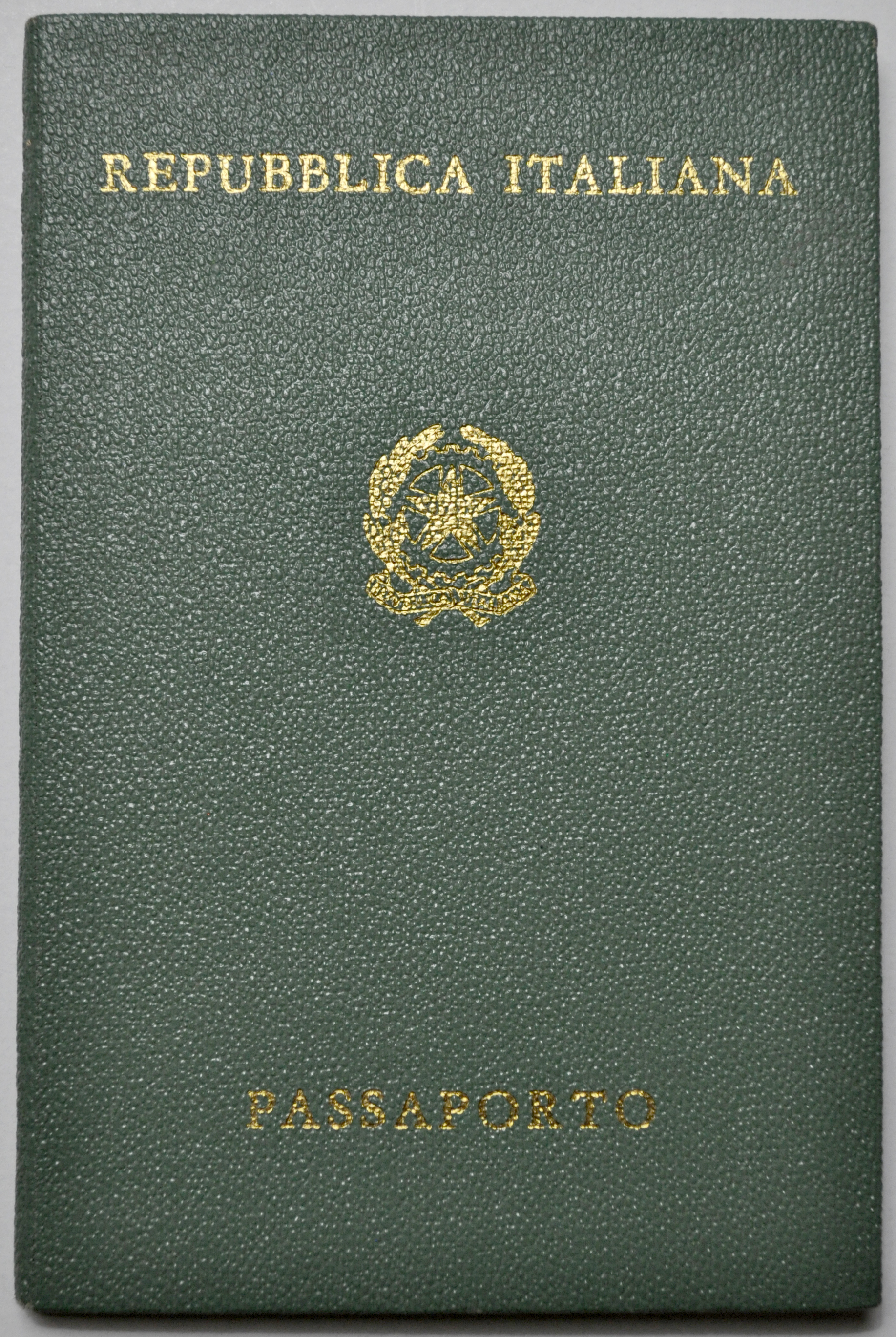
Copertina di un passaporto della Repubblica Italiana rilasciato nel 1966
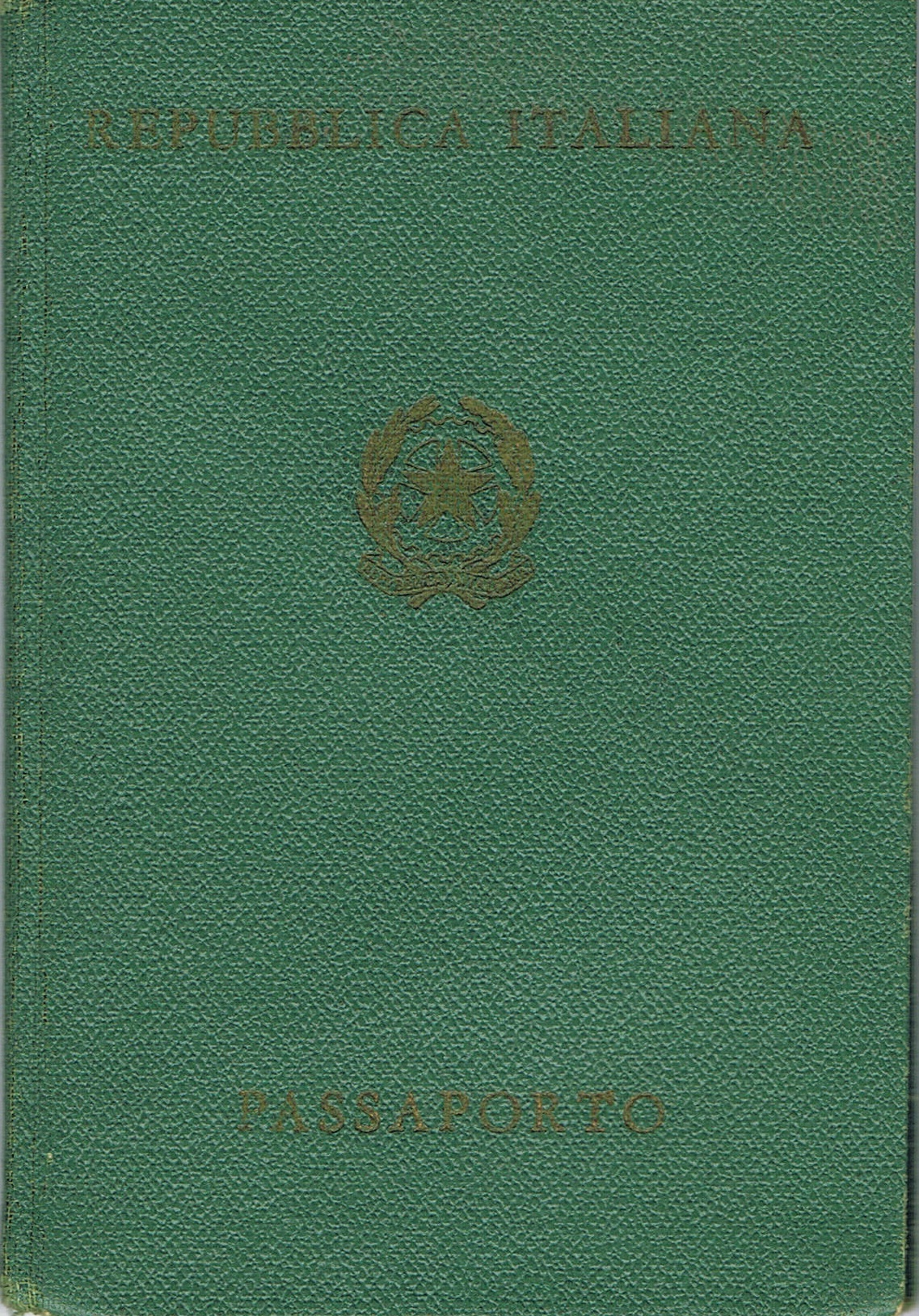
Copertina di un passaporto della Repubblica Italiana rilasciato nel 1973
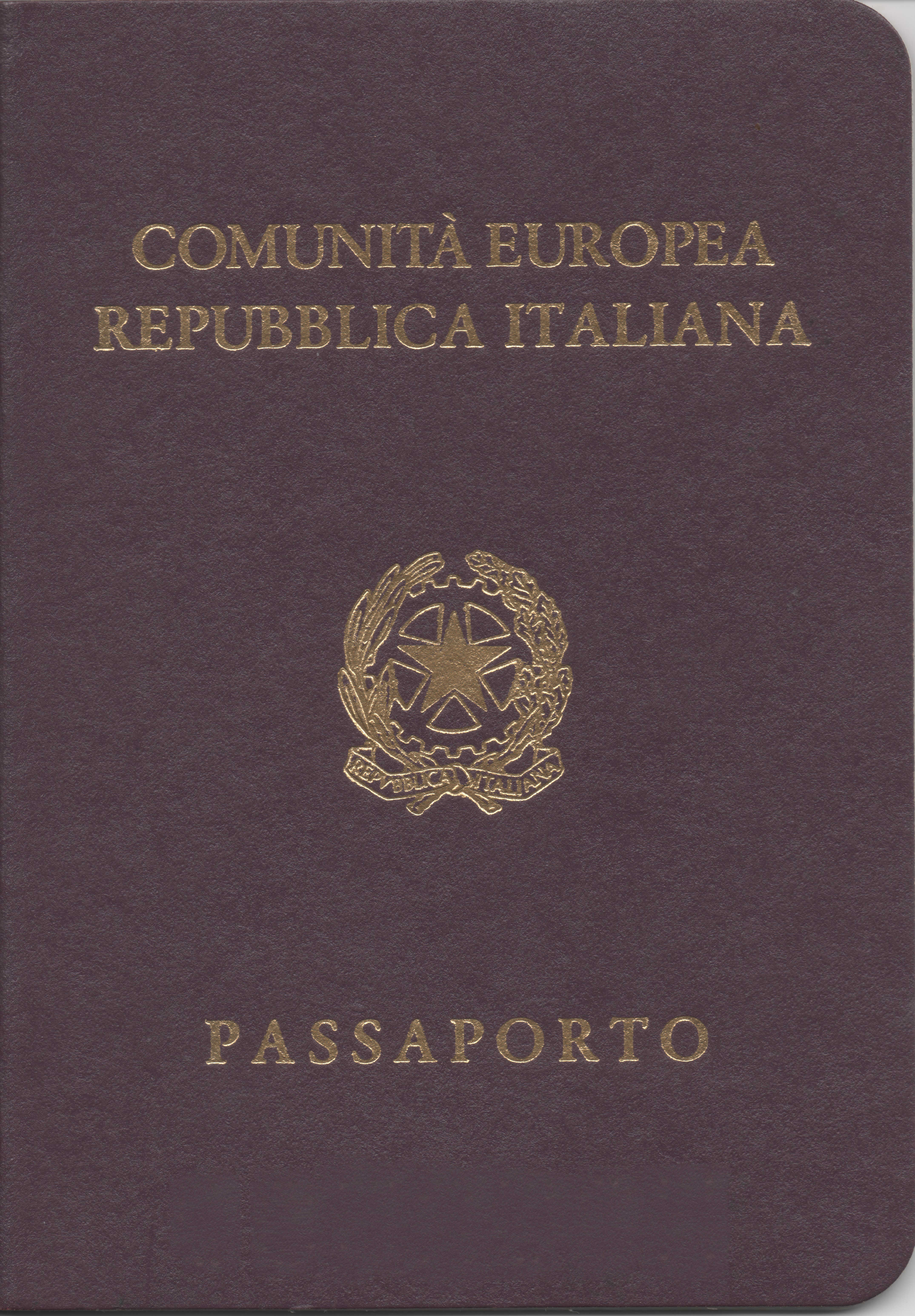
Copertina di un passaporto della Repubblica Italiana (CE) come rilasciato tra il 1985 e il 1998
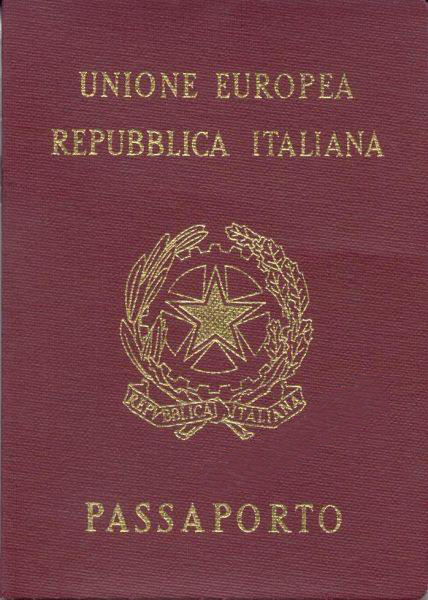
Copertina di un passaporto della Repubblica Italiana (UE) come rilasciato tra il 1998 e il 2006
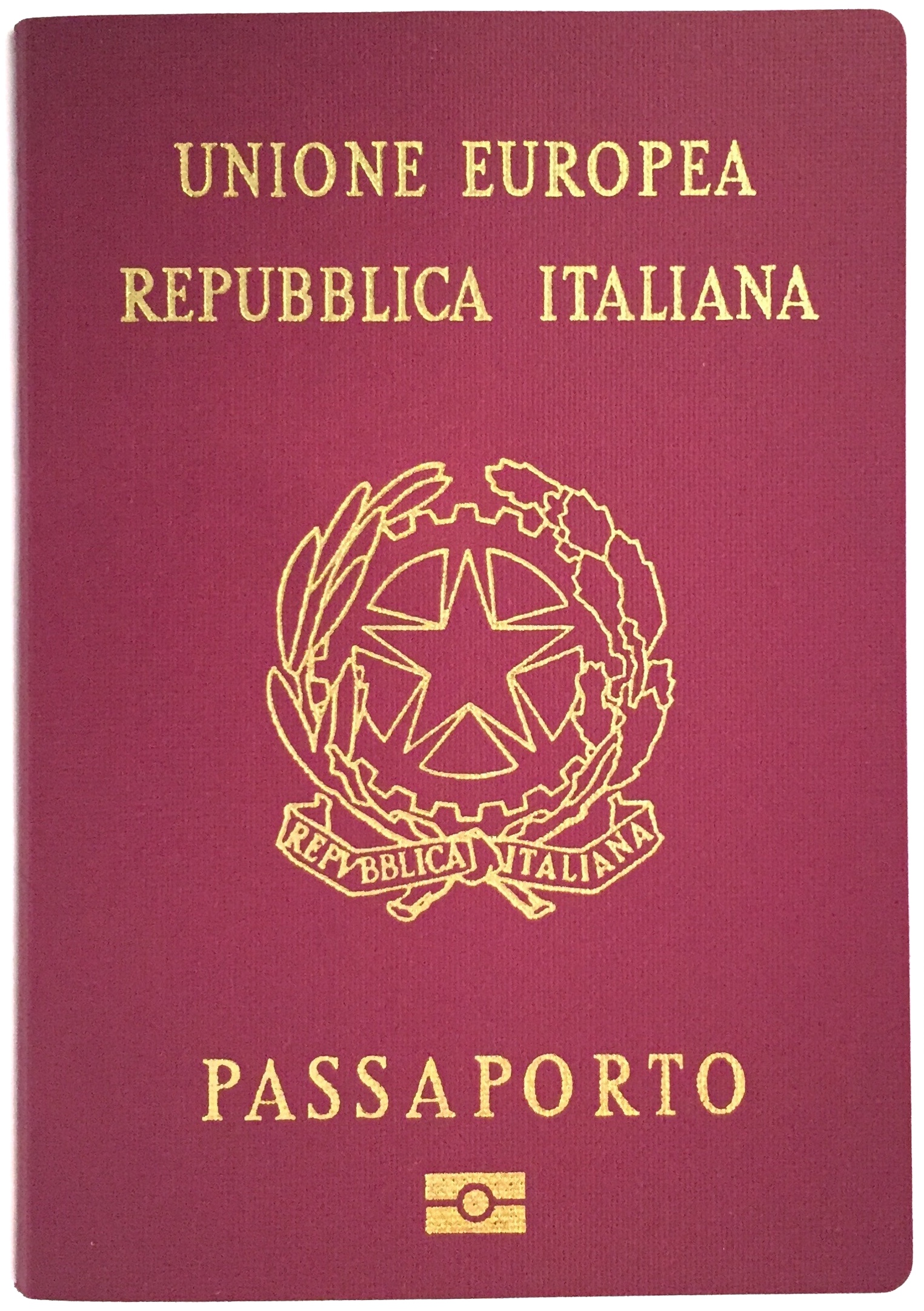
Copertina di un passaporto della Repubblica Italiana (UE) come rilasciato dal 2006 (biometrico)